# (534) Nassovia
(534) Nassovia est un astéroïde de la ceinture principale découvert par Raymond Smith Dugan le 19 avril 1904.
Il a été ainsi baptisé en référence au Nassau Hall, bâtiment principal de l'Université de Princeton.